# Orocovis
Orocovis és un municipi de Puerto Rico situat al centre de l'illa, a la Sierra de Cayey. És també conegut amb els noms de Corazón de Puerto Rico i El Centro Geográfico de Puerto Rico. Confina al nord amb els municipis de Ciales, Morovis i Corozal; al sud amb Villalba i Coamo; a l'est amb Barranquitas i Corozal; i a l'oest amb Ciales. Forma part de l'Àrea metropolitana de San Juan-Caguas-Guaynabo.
El nom d'Orocovis prové del cacic Orocobix, qui tenia sota el seu domini el territori que avui coneixem com Aibonito, Barranquitas i Orocovis. El municipi està dividit en 17 barris: Orocovis-pueblo, Ala de la Piedra, Barros, Bauta Abajo, Bauta Arriba, Bermejales, Botijas, Cacaos, Collores, Damián Abajo, Damián Arriba, Gato, Mata de Cañas, Orocovis, Pellejas, Sabana i Saltos.

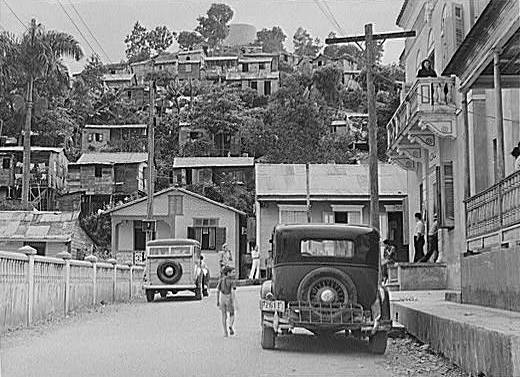
Orocovis any 1941